# Бег с барьерами
Бег с барьерами(препятствиями, воротами) — совокупность легкоатлетических дисциплин, где спортсмены соревнуются в спринтерских видах бега, по ходу которого спортсменам необходимо преодолевать барьеры. Не путать с бегом с препятствиями.

## Правила
Правила барьерного бега соответствуют правилам легкоатлетического спринта. Атлеты на дистанции барьерного бега бегут каждый по своей дорожке. L-образные (если смотреть сбоку) барьеры расположены через равные интервалы так, чтобы ножки барьера смотрели в направлении старта (чтобы барьер, задетый бегуном, падал вперёд, а не травмировал бегуна). Для опрокидывания барьера должна быть приложена сила не менее 3.6 кг.
Запрещается:
- проносить ногу сбоку барьера
- намеренно сбивать барьер ногой или рукой.

Характеристики барьеров и расстановки отражены в таблице:
|                                                | Мужчины | Мужчины | Мужчины | Мужчины | Женщины | Женщины | Женщины | Женщины |
| дистанция (м)                                  | 50      | 60      | 110     | 400     | 50      | 60      | 100     | 400     |
| Кол-во барьеров                                | 4       | 5       | 10      | 10      | 4       | 5       | 10      | 10      |
| Высота барьеров (м)                            | 1.067   | 1.067   | 1.067   | 0.914   | 0.84    | 0.84    | 0.84    | 0.762   |
| расстояние от старта до первого барьера (м)    | 13.72   | 13.72   | 13.72   | 45      | 13      | 13      | 13      | 45      |
| Расстояние между барьерами (м)                 | 9.14    | 9.14    | 9.14    | 35      | 8.5     | 8.5     | 8.5     | 35      |
| расстояние от последнего барьера до финиша (м) | 8.86    | 9.72    | 14.02   | 40      | 11.5    | 13      | 10.5    | 40      |

## Дисциплины
- Зимний сезон : 50 метров, 60 метров
- Летний сезон : 100 метров (женщины), 110 метров (мужчины), 400 метров

## История
Первые упоминания об официальных стартах в барьерном беге относятся к соревнованиям в Англии в 1837 году в колледже Итон. В 1885 году бегун Крум из университета Оксфорда продемонстрировал технику преодоления барьеров близкую к современной. Олимпийский дебют на дистанции 110 метров с барьерами состоялся в 1896 году. С 1920-х годов барьерным спринтом начали заниматься и женщины. В 1935 году T-образные барьеры были заменены менее травмоопасными L-образными.
В настоящее время барьерный бег обязательно входит в программу крупнейших легкоатлетических соревнований.

## Техника
Специалисты барьерного бега считают, что основы современной техники заложил знаменитый американский спортсмен Элвин Крэнцлайн. В 1898 году он достиг результата 15,2 с на дистанции 110 м. Его техника без принципиальных изменений существует по сей день.
Маховая нога переносится через барьер боковым взмахом, толчковая описывает дугообразную траекторию. Барьер не перепрыгивается, а «перешагивается» с минимальной потерей скорости. Барьерный шаг у мужчин бывает длиной около 3,5 м (у женщин 3 м). Важным качеством барьериста является способность быстро набирать скорость к первому барьеру и включаться в бег сразу после преодоления барьера.
Технику «барьерного шага», с определёнными поправками, успешно используют также и бегуны в стипльчезе, что позволяет добиться более высокого результата при преодолении неподвижных препятствий.